# Theater am Dom
Le Theater am Dom est un théâtre de boulevard de Cologne situé dans les passages de l'Opéra  (Opern Passagen (de)) de la Glockengasse (de), dans le quartier Cologne-Altstadt-Nord (de).

## Origine
Hubertus Durek fonde le Westdeutsche Zimmertheater à Solingen en octobre 1949. À Cologne, la compagnie commence à l'étage supérieur d'un pub sur Heumarkt et continue à fonctionner sous le nom de Westdeutsche Zimmertheater jusqu'en 1952.
En novembre 1957, il déménage dans un nouvel emplacement, Burgmauer 60 (Komödienstraße), qui comprend 150 sièges. Comme la cathédrale de Cologne était visible depuis le théâtre, il reçoit le nom de « Theater am Dom ».
Parmi les acteurs qui ont joué au Theater am Dom figurent Kerstin de Ahna, Julia Biedermann, Grit Boettcher, Herbert Bötticher, Volker Brandt, Jochen Busse, Jenny Elvers, Thomas Fritsch, Gunther Philipp, Günter Pfitzmann, Charles Régnier, Barbara Schöne, Martin Semmelrogge avec son fils Dustin Semmelrogge, Karsten Speck, Wolfgang Spier ou encore Susanne Uhlen.

## Littérature
- Rolf Hosfeld, Köln Kultur-Verführer, Helmut Metz Verlag, 2005, p.10f.